# Дар-Надеждинська волость
Дар-Надеждинська волость — адміністративно-територіальна одиниця Костянтиноградського повіту Полтавської губернії з центром у селі Дар-Надежда.
Старшинами волості були:
- 1900 року Ананій Трохимович Полішко[1];
- 1904 року Ф.І.Снісаренко[2];
- 1913 року Іван Дмитрович Чижков[3];
- 1915 року Григорій Григорович Касіян[4].